# Fritz Teppich
Fritz Teppich (* 26. November 1918 in Berlin; † 25. Februar 2012 ebenda) war ein deutsch-jüdischer Journalist und antifaschistischer  Widerstandskämpfer.

## Leben
Aufgewachsen in einer liberalen jüdischen Familie in Berlin, schloss sich Fritz Teppich linken jüdischen Jugendgruppen an. Seine Mutter – 1943 in Auschwitz ermordet – schickte Fritz als 14-Jährigen zusammen mit seinem älteren Bruder Hans (der später in die USA emigrierte, als US-Soldat überlebte und bis zu seinem Tode 1999 mit seiner Familie als Künstler und Lehrer in New York lebte) mit Hilfe der Familie Kempinski zur Kochausbildung nach Paris und rettete ihnen damit das Leben. 

## Widerstandskämpfer und Offizier der republikanischen Armee
Als der Spanische Bürgerkrieg begann, arbeitete Teppich in einem Hotel in Belgien in der Nähe der französischen Grenze. Er ging zunächst nach Frankreich, dann nach Spanien und kämpfte im links-nationalistischen „Azaña“-Bataillon. Es verschlug ihn nach Katalonien und ins Baskenland nach Guernika, wo er die Zerstörung der Stadt miterlebte. Den Rest des Spanischen Bürgerkrieges kämpfte er als Adjutant in einem republikanischen Armeekorps. Nach der Niederlage der republikanischen Truppen wurde Teppich mit anderen republikanischen Kämpfern im Internierungslager Le Vernet gefangen gehalten. Auf dem Transport ins Deutsche Reich in ein KZ floh er und schlug sich über Spanien nach Portugal durch, wo er bis Kriegsende in Ericera am Atlantik interniert wurde. 

## Rückkehr nach Deutschland
Teppich kehrte 1946 nach Berlin zurück. Ein Großteil seiner Familie wurde im Holocaust ermordet, sein jüngster Bruder im April 1945 bei Neuruppin auf einem Todesmarsch von der SS erschossen. Der parteilose überzeugte Kommunist arbeitete in Berlin als Journalist bei der Jungen Welt und bis Mitte 1966 bei ADN. Er war u. a. im Verein Kämpfer und Freunde der Spanischen Republik 1936–1939 und im Republikanischer Club in Westberlin aktiv. Ab Ende der siebziger Jahre war Fritz Teppich in der Friedensbewegung aktiv. Er gilt als Begründer der Westberliner Friedenskoordination.

## Kempinski
Seine Schwester Mela war verheiratet mit Hans Kempinski, dem letzten Besitzer der großen Berliner Hotels und Restaurationsbetriebe Kempinski, bevor sie arisiert wurden und nach England emigrieren mussten. Später bemühte Fritz Teppich sich vergeblich um die Restitution. Nur seinem Einsatz ist es zu verdanken, das am Kurfürstendamm 27 Ecke Fasanenstraße eine Gedenktafel an diese Arisierung der Firma der jüdischen Familie Kempinski erinnert wird.

## Werke (Auswahl)
- Fritz Teppich:  Der rote Pfadfinder – der abenteuerreiche Weg eines Berliner Juden durch das 20. Jahrhundert. Elefanten Press, Berlin 1996
- Fritz Teppich (Hrsg.):  Spaniens Himmel. Volksfront und internationale Brigaden gegen den Faschismus 1936–1939. Elefanten Press, Berlin 1996
- Fritz Teppich (Hrsg., Autor): Flugblätter und Dokumente der Westberliner Friedensbewegung 1980-1985. deb. verlag des europäischen buch, Berlin 1985.